# جون ويسلي هيلمان
جون ويسلي هيلمان (بالإنجليزية: John Wesley Hillman)‏ هو مستكشف أمريكي، ولد في 29 مارس 1832 في ألباني في الولايات المتحدة، وتوفي في 19 مارس 1915.

## وصلات خارجية
- جون ويسلي هيلمان على موقع الموسوعة البريطانية (الإنجليزية)